# Así es la vida (serie de televisión peruana)
Así es la vida es una serie de televisión peruana producida por Efraín Aguilar y escrita por Gigio Aranda para la cadena América Televisión. Se estrenó el 22 de marzo de 2004, cuando el canal oficializó el contrato con Aguilar y Aranda, y finalizó el 14 de noviembre de 2008.
La serie se centra en diversas situaciones que tienen lugar en una residencia de Lima. Está protagonizada por Gustavo Bueno, César Ritter, Vanessa Jerí, Olga Zumarán, Connie Chaparro, Adolfo Chuiman, Mariella Trejos, László Kovács, Jesús Delaveaux, Daniel Neuman, Fiorella Flores, Lucho Cáceres, Mónica Torres, Germán Loero, Michael Finseth, David Almandoz, Paola Enrico, Carolina Aguilar, Joselyn Rodríguez, Sonia Franco, Alfredo Lévano, Magdyel Ugaz, Teddy Guzmán, Gabriel Calvo y Melissa Valencia. Además, cuenta con las interpretaciones antagónicas de Laly Goyzueta, Sandra Arana, Luis Ángel Pinasco, Julián Legaspi y Joaquín de Orbegoso.
Además de Perú, fue retransmitida en varios países vecinos de Latinoamérica como Ecuador y Bolivia.

## Argumento

### Inicio
La historia empieza en Arequipa, Lorenzo (César Ritter) está perdidamente enamorado de Wendy (Vanessa Jerí), por lo cual la rapta justo en el momento en el que se iba a casar y ante el temor de la represalia de la familia de ella, los dos viajan a Lima en busca del Dr. Humberto Sánchez (Gustavo Bueno), el padre biológico de Lorenzo. Ya en Lima, se trasladan a la Residencial Aguilar, lugar donde vive el mencionado padre de Lorenzo, e irrumpen en su casa justo cuando Humberto está tomando desayuno junto con su esposa Mechita (Olga Zumarán), su hija Jimenita (Connie Chaparro) y su insoportable suegra Inés (Mariella Trejos), quien vive en el piso de abajo con su empleada Manuela (Sonia Franco).
Al principio, cuando Lorenzo se presenta ante su padre, esté no le cree y le dice que está confundido y que vaya a otra casa a buscar, entonces Lorenzo va a la casa de Héctor Altamirano (Jesús Delaveaux), amigo de Humberto y viudo, padre de Fiorella (Laly Goyzueta) y Giovanni (Daniel Neuman), creyendo erróneamente que va a encontrar a su progenitor. 
Sin embargo, cuando lo saluda y le dice Humberto, y le menciona a su madre Leticia Vargas, Héctor va donde su amigo y le cuenta lo ocurrido. Desde ese momento el doctor Sánchez empieza a pensar que Lorenzo podría ser su hijo, ya que él efectivamente tuvo un romance fugaz con la mencionada Leticia Vargas cuando estaba trabajando en Arequipa, mucho antes de casarse con Meche (Lorenzo, entonces tenía unos 25 años y su media hermana Jimenita, 17).
Para salir de dudas se hacen pruebas de ADN, y resulta que en verdad Lorenzo es hijo de Humberto, y entonces su esposa Mechita y su suegra empiezan a sentir odio por el recién llegado.
Ante la negativa de la mencionada Mechita de que Lorenzo se quedé en su casa, Humberto le pide a su amigo Héctor como favor que dejé a su hijo quedarse en su casa, y éste accede, aunque en un inicio le quería cobrar el favor como un alquiler.
Pero a raíz de un problema con Fiorella, la hija de Héctor, Lorenzo se ve forzado a salir de la casa y entonces comienza la lucha por quedarse en la casa de su padre y para ello, miente que está casado con Wendy y que van a tener un hijo, debido a que habían llegado con trajes de boda, todos le creen aunque Humberto descubre la verdad y ayuda a su hijo a que nadie más la descubra.
Pese a que Humberto y Héctor son buenos amigos, Humberto no ve con buenos ojos el romance entre su hija Jimenita y Giovanni, el hijo de Héctor, pues considera a Giovanni un vago que ha dejado los estudios universitarios para dedicarse a la música. Además, Inés, la suegra de Humberto, intenta por todos los medios conquistar a Héctor.
Otros residentes de la Residencial Aguilar son Francisco "Rambito" García (David Almandoz), un padre abandonado por su esposa Rosa María "Rosmery" (Shirley Phleming), que se ha quedado a cargo de su hija Adrianita (Joselyn Rodríguez). Adrianita tiene como profesora en el colegio a la Miss Mónica (Caroline Aguilar), quien está enamorada de Rambito.
Jerry (Michael Finseth) y Marcelo (Germán Loero) son dos jóvenes solteros que viven juntos, y a quienes los demás residentes consideran gays, pese a que Jerry vive enamorado de la amiga de Fiorella Altamirano, y que Marcelo tiene un romance con Carla (Francesca Brivio), amiga de Jimenita. Ellos ganan notabilidad al entrar en un concurso de talentos del programa Habacilar.
Carlos "Carloncho" Chacón (Luis Cáceres) y Marisol (Mónica Torres) son dos hermanos provenientes de Chiclayo; ellos viven juntos. Mónica recibe la visita de su amiga Viviana (Paola Enrico), una profesora recatada y pudorosa, que se viste siempre con trajes que cubren todo su cuerpo, usa anteojos y lleva el cabello recogido en dos moños a los costados. Carloncho la encuentra poco atractiva, pero las cosas cambian cuando Viviana decide arreglar su imagen, y Carloncho se enamora de ella.
Visitantes ocasionales son interpretados por Malú Costa como una amiga de Fiorella Altamirano, Sasha Kapsunov como un amigo del colegio de Adrianita, Leonidas Beleván como el señor Nazim Ayerbe, un vecino de la Residencial que trata de negociar cada vez que le piden ayuda, y Joaquín de Orbegoso como Rafael Mendoza, hijo del archienemigo de Humberto y principal obstáculo entre la relación de Wendy y Lorenzo.

### Final
A continuación, las conclusiones de los personajes:
- Jerry y Marcelo, siguen con sus locas aventuras pero ahora están acompañados de sus novias Jackiegirl y La Chola.
- Lorenzo y Wendy, se casan y tienen mellizos: una niña y un niño.
- Marisol y Fidel, su relación está bien y ya han puesto fecha para su matrimonio, pero se ha pospuesto para el verano.
- Roberto "El Gato", encuentra el amor con Elvira.
- Rodrigo y Daniela, logran darse su primer beso.
- Humberto, vuelve con Mechita y Mateíto, dejando en el avión a Malena, todos están felices y sin líos o problemas.
- Doña Inés, se casa con Héctor y ahora roban bancos.
- Manuela, ya no es sirvienta y se hace multimillonaria por una herencia.
- Ricardo Mendoza, muere en la cárcel y se va al infierno, en donde sin embargo no la pasa tan mal.
- Ricky Mendoza, se queda en la cárcel, pero ahora está con Julissa.
- Rafael Mendoza, es el nuevo Presidente de la Corporación Mendoza, y tiene como ayudantes al Sr. Cara de Diablo, Nazim Ayerbe y Christian Bazombrio.
- Diego, se va de viaje con Malena a Stuttgart.
- Claudia, deja a Paolo, su novio, y vuelve a ser pareja de Giovanni.
- Fabiola, se va de viaje con Jurgen y después de su matrimonio vuelven a la casa de Manolo.
- Y el doctor Cabrera, ya no se dedica a la medicina, y ahora es un chamán con su fiel asistente Nuria.

## Reparto

### Principales
| Intérprete          | Personaje                        | Temporadas | Temporadas | Temporadas | Temporadas | Temporadas |
| Intérprete          | Personaje                        | 1          | 2          | 3          | 4          | 5          |
| ------------------- | -------------------------------- | ---------- | ---------- | ---------- | ---------- | ---------- |
| Caroline Aguilar    | Miss Mónica Ramos                | Principal  | Principal  | Principal  |            |            |
| David Almandoz      | Pancho García «Rambito»          | Principal  | Principal  | Principal  |            | Invitado   |
| Sandra Arana        | Pilar Fernández                  | Principal  | Principal  | Principal  |            |            |
| Laura Aramburú      | Lorena Vicich                    |            |            |            | Principal  |            |
| Gustavo Bueno       | Dr. Humberto Sánchez             | Principal  | Principal  | Principal  | Principal  | Principal  |
| Leonidas Beleván    | Sr. Nazim Ayerbe                 | Recurrente | Recurrente | Recurrente | Principal  | Recurrente |
| Fernando Bakovic    | Jean Pierre Davelúa              |            |            |            | Recurrente | Principal  |
| Rasec Barragán      | Winston Gómez                    |            |            |            |            | Principal  |
| Elizabeth Bobadilla | Enfermera Nuria                  |            |            |            |            | Principal  |
| Lucho Cáceres       | Carlos Chacón «Carloncho»        | Principal  | Principal  | Principal  |            |            |
| Connie Chaparro     | Jimena Sánchez                   | Principal  | Principal  | Principal  | Principal  | Principal  |
| Adolfo Chuiman      | Roberto Sánchez «El Gato»        |            |            | Principal  | Principal  | Principal  |
| Gabriel Calvo       | Jorge Luis Sánchez               |            |            | Principal  |            |            |
| Jesús Delaveaux     | Héctor Altamirano                | Principal  | Principal  | Principal  | Invitado   | Invitado   |
| Joaquín de Orbegoso | Rafael Mendoza                   | Recurrente | Recurrente | Principal  | Recurrente | Invitado   |
| Paola Enrico        | Miss Viviana                     | Principal  | Principal  |            |            | Invitada   |
| Joaquín Escobar     | Rodrigo Montes de Oca            |            |            | Principal  | Principal  | Principal  |
| Manuel Escalante    | Carlos de la Cadena «Pacho»      | Recurrente | Recurrente | Recurrente | Principal  | Principal  |
| Yaco Eskenazi       | Diego Cunio                      |            |            |            | Principal  | Recurrente |
| Julián Estrada      | Fernando Contreras               |            |            |            |            | Principal  |
| Michael Finseth     | Jerry Casalino                   | Principal  | Principal  | Principal  | Principal  | Principal  |
| Fiorella Flores     | Claudia Ganoza                   |            |            | Principal  | Principal  | Invitada   |
| Laly Goyzueta       | Fiorella Altamirano              | Principal  | Principal  | Principal  | Principal  | Principal  |
| Teddy Guzmán        | Doña Elvira Fernandez            |            | Invitada   | Principal  | Principal  | Invitada   |
| Vanessa Jerí        | Wendy Polar                      | Principal  | Principal  | Principal  |            | Principal  |
| László Kovács       | Dr. Esteban Arévalo              |            | Recurrente | Principal  | Principal  | Principal  |
| Germán Loero        | Marce Soto                       | Principal  | Principal  | Principal  | Principal  | Principal  |
| Julián Legaspi      | Ricky Mendoza                    |            | Recurrente |            |            | Principal  |
| Marcial Matthews    | Dr. Eugenio Cabrera              |            | Recurrente | Recurrente | Principal  | Principal  |
| Daniel Neuman       | Giovanni Altamirano              | Principal  | Principal  | Principal  | Invitado   | Invitado   |
| Sonia Oquendo       | María Esther Ponce de León       |            |            |            | Principal  | Invitada   |
| Luis Ángel Pinasco  | Dr. Ricardo Mendoza              | Recurrente | Recurrente | Principal  | Principal  | Principal  |
| Daniella Pflücker   | Daniela Davelúa                  |            |            |            | Recurrente | Principal  |
| Adriana Quevedo     | Dra. Sofía del Solar             | Recurrente | Recurrente | Recurrente | Principal  |            |
| César Ritter        | Lorenzo Sánchez / Lorenzo Vargas | Principal  | Principal  | Principal  | Invitado   | Principal  |
| Joselyn Rodríguez   | Adrianita García                 | Principal  | Principal  | Principal  |            |            |
| Carlos Solano       | Fidel Guevara                    |            | Recurrente | Principal  | Principal  | Principal  |
| Natalia Salas       | Paola Vicich                     |            |            |            | Principal  |            |
| Daniela Sarfati     | Fabiola Contreras                |            |            |            |            | Principal  |
| Nataniel Sánchez    | Cynthia Contreras                |            |            |            |            | Principal  |
| Mónica Torres       | Marisol Chacón                   | Principal  | Principal  | Principal  | Principal  | Invitada   |
| Karla Tarazona      | Fabiola Campos                   |            |            |            | Invitada   | Principal  |
| Magdyel Ugaz        | Milagros                         | Principal  | Principal  | Principal  |            | Invitada   |
| Óscar Ugaz          | Freddy Canales                   |            |            |            | Principal  | Invitado   |
| Melissa Valencia    | Carolina Fernandez               |            |            | Principal  |            |            |
| Danilo Vargas       |                                  |            |            |            | Principal  |            |
| Toño Vega           | Manolo Contreras                 |            |            |            |            | Principal  |
| Olga Zumarán        | Mercedes Graña «Mechita»         | Principal  | Principal  | Principal  | Principal  | Principal  |
| Mariella Trejos     | Doña Inés Montero                | Principal  | Principal  | Principal  | Principal  | Recurrente |
| Fernando Farrés     | Don Amador Chacón                |            | Principal  | Principal  |            |            |
| Francesca Brivio    | Carla                            | Principal  | Principal  | Principal  |            |            |
| Malú Costa          | Erika                            | Principal  | Principal  | Principal  |            |            |
| Sonia Franco        | Manuela                          | Principal  | Principal  | Principal  | Principal  | Invitada   |
| Alfredo Lévano      | Miguel Zapata                    | Principal  | Principal  | Principal  |            |            |
| Mariano Sábato      | Juan Guillermo Soto              | Principal  | Principal  | Principal  |            |            |

### Recurrentes e invitados especiales

#### Introducidos en la primera temporada
- Efraín Aguilar como Monseñor Hacowin
- Shirley Pfennig como Rosmery Ugarte
- Franklin Dávalos como Abelardo Montes de Oca
- Sofía Bogani como Jenny Ramírez
- Paolo Goya como Gunther
- Sasha Kapsunov como Nicolai
- Ximena Díaz como Guadalupe
- André Silva como César
- Carolina Cano como Vanessa
- Américo Zúñiga como Serpiente
- Kéffer Chuque como Culebra
- Luis Salas como Pablo
- Ignacio Villarán como Ernesto
- Jorge Luis Rivera como Néstor Ramírez
- Fanny Rodríguez como Bianca
- Melly Velasco como Directora Moraima Beteta
- Gabriel Iglesias como Isaac
- Patricia Medina como Pelusa
- Víctor Awapara como Rodrigo
- Natalia Guerrero como Mercedes Graña (joven)
- Bruno Pinasco como Dr. Ricardo Mendoza (joven)
- Pato Hoffmann como Luis Toribio Moche
- Gianmarco Zignago como Joaquín
- Mafe Valega como amiga de Lorenzo
- Raúl Romero como él mismo
- Roger del Águila como él mismo
- Thalía Estabridis como ella misma
- Paloma Fiuza como ella misma
- Brenda Carvalho como ella misma
- Thiago Cunha como él mismo
- Gonzalo Núñez como él mismo
- Erick Osores como él mismo
- María Pía Copello como ella misma
- Ricardo Bonilla como Timoteo
- Fernando Armas como él mismo
- Koky Belaúnde como él mismo
- Ricky Tosso como él mismo
- Hernán Vidaurre como él mismo
- Edith Tapia como ella misma
- Alberto Plaza como él mismo

#### Introducidos en la segunda temporada
- Pierina Carcelén como Ángela Montes de Oca
- Carlos Cano de la Fuente como Leopoldo Polar
- Patricia Frayssinet como Martha Campos
- Mariel Ocampo como Kassandra Linares
- Paul Martin como Mario Torres
- Gustavo Mayer como Aldo Vásquez de Velasco
- Oscar Beltrán como Giacomo
- Leslie Stewart como Margarita
- Carlos Cabrera como Jhoan Tahuada
- Marisol Ramos como Nicolle Casalino
- Olenka Zimmermann como Bárbara
- Pedro Sánchez como Christian
- Mariella Zanetti como Adrianita García (joven)
- Fiorella Díaz como Cenobia
- Kareen Spano como Julieta Adela
- Nicola Porcella como Olaf
- Paula Marijuan como Malena del Boca
- Jorge Ezurra como Frederick
- Viviana Campodónico como Isabel Rodríguez
- Eddy Herrera como él mismo
- Christian Thorsen como él mismo
- Sonia Morales como ella misma
- Nancy Cavagnari

#### Introducidos en la tercera temporada
- Francisco Cabrera como Brad
- Milagros López Arias como Gabriela Mendoza
- William Bell-Taylor como Sebastián de la Oz
- Giovanna Valcárcel como Enfermera Patty Peña
- Jenny Hurtado como Dra. Socorro
- Pablo Villanueva "Melcochita" como Suami Bhrama-Putra
- Alberick García como Ulises López
- Liliana Mass como Sheila Cabrera
- Clelia Francesconi como Daniela
- Mirna Bracamonte como María Alicia Berckemeyer
- Luis Adams como Porfirio Graña
- Lourdes Mindreau como Helena Irigoin
- Miguel Barraza como David Barrenechea
- Maricielo Effio como Yazmin
- Sergio Gjurinovic como Rasputin
- Carolina Infante como Esmeralda
- Roxana Nieves como Fidelia Guevara
- Mayra La Torre como Winona Polar
- César Gabrielli como Camilo
- Laura del Busto como Dolores
- Nidia Bermejo

#### Introducidos en la cuarta temporada
- Giselle Collao como Miss Cecilia
- Marcelo Oxenford como Doménico Vicich
- Cristian Rivero como Álex Villavicencio
- Patricia Medina como Marishenka Gómez
- Sandra Vergara como Michelle Davelúa
- Gustavo Bueno como Gustavo Lombardi
- Leysi Suárez como Kelly Alegre
- Martín Farfán como Denzel
- Rodolfo Carrión "Felpudini" como Lord Valdomero
- Luis Meneses como Pablo Pérez
- Niurka Marcos como ella misma

#### Introducidos en la quinta temporada
- Vanessa Jerí como Julissa
- Sully Sáenz como Natalia
- David Luna como Federico
- Karla Medina como Charito Barragán
- Kareen Spano como Allison
- Úrsula Boza como Uchi
- Mario León como Luigi
- Ramón García como Sargento García
- Andrea Barbier como Helena
- Sergio Galliani como Antonio
- Christian Thorsen como Jurgen
- Cécica Bernasconi como Dra. Malena Belucci
- Lissette Gutiérrez como Alexandra
- Tongo como él mismo
- Maricris Rubio
- Gustavo Cerrón

## Temporadas
| Temporada | Temporada                            | Episodios | Emisión original    | Emisión original        |
| Temporada | Temporada                            | Episodios | Primera emisión     | Última emisión          |
| --------- | ------------------------------------ | --------- | ------------------- | ----------------------- |
|           | 1                                    | 195       | 22 de marzo de 2004 | 29 de diciembre de 2004 |
|           | 2                                    | 245       | 10 de enero de 2005 | 23 de diciembre de 2005 |
|           | 3                                    | 245       | 9 de enero de 2006  | 22 de diciembre de 2006 |
|           | 4                                    | 165       | 16 de abril de 2007 | 14 de diciembre de 2007 |
|           | 5                                    | 178       | 3 de marzo de 2008  | 14 de noviembre de 2008 |
|           | Las Locas Aventuras de Jerry y Marce | 20        | 5 de enero de 2009  | 30 de enero de 2009     |

## Producción
La serie se grabó en un estudio del distrito de Lince de 3500 metros cuadrados.

## Parodias
En Así es la vida, se han realizado diversas parodias de películas internacionales, series del Perú y telenovelas de México, y hasta grupos de cumbia y cantantes de música tropical. Incluso se han parodiado las campañas para las elecciones presidenciales del 2006, y se llega a fantasear con el destino del Perú, tras el posible nombramiento como Jefe del Estado del exmilitar Ollanta Humala, representado por el personaje de Jerry. Aparte de este último ejemplo, esta es una lista de las parodias más notables:

### Grupos de cumbia y cantantes de música tropical
- Alma Bella: Parodia hecha en el 2005, con los personajes de Wendy, Milagros, Ángela y Jimena, como las cantantes del grupo cumbiambero y con el personaje de Héctor Altamirano como el mánager. Al final de un episodio, aparecen las verdaderas Alma Bella y les reclaman por haberles pirateado el nombre y las canciones de su grupo.

- Grupo 3: Parodia hecha en el 2008, del conocido Grupo 5, en su mejor momento con los personajes de Marcelo, Rodrigo y Jerry como los cantantes y el personaje de Roberto Sánchez como el mánager; a diferencia de la anterior parodia, en la que se cantaban y bailaban las canciones del grupo original, en esta se cuenta con una canción propia llamada «La vecina» (escrita en la ficción por el personaje de Rodrigo); incluso hacen un video de dicha canción "en dos versiones", previo cambio de un integrante del grupo dentro de la trama por fracturas en la pierna (en realidad la segunda versión es la misma que la anterior solo que se tapa la cara de Marcelo y se coloca la cara y el audio del personaje de Lorenzo en las partes que le tocaba al anterior). En uno de los episodios, se llega a mencionar otra canción llamada «La raterita», aunque nunca es escuchada. La canción «La vecina» es reutilizada en la décima y undécima temporada de la serie Al fondo hay sitio como tema del Grupo 6 (más tarde renombrado como Grupo 7).[10]

- La Inesa del Oriente: Parodia hecha en el 2007, de la cantante de música tropical conocida como La Tigresa del Oriente, con el personaje de Doña Inés, haciendo de la mencionada y el personaje de Fidel en el papel del mánager. Se llega a grabar una canción y un video. Más adelante, dentro de la historia, cuando se cree muerta a Doña Inés, el personaje de Kelly la suplanta y toma el pseudónimo de La Hija de la Inesa, grabando una auténtica segunda versión del video de la canción hecha en la trama de la serie. La suplantación continua aún después de constatarse que Doña Inés sigue con vida, Kelly logra llamar la atención de un representante de estrellas internacional quien se la lleva de gira, aunque el negocio fracasa súbitamente y Kelly está de regreso como policía para llevarse a la cárcel, una vez más, a Ricardo Mendoza, el villano principal de la teleserie.

### Series y telenovelas
- La Gran Masacre: Parodia hecha en el 2006, de la serie peruana La Gran Sangre, con los personajes de Roberto, Fidel, Jerry y Marcelo como los protagonistas. Es hecha en dos ocasiones: Contra las ladronas de antigüedades apodadas "Las Malcriadas" (parodia de La Gran Sangre 2: Contra las Diosas Malditas), y contra Ricardo Mendoza, para robarle su computadora en la que se esperaba encontrar información sobre el hijo del "Gato" Sánchez, Coco; quien se encontraba trabajando para la Corporación Mendoza.

- Esta Sociedad: En realidad no es una parodia, sino una especie de promoción a la serie peruana del mismo nombre, hecha antes de su estreno en el 2006. Jerry y Marcelo se vuelven súbitamente millonarios gracias a la herencia que les deja una anciana y se compran una casa grande con todas las comodidades que pueden desear, si bien malgastan tanto su dinero que al poco tiempo tienen que abandonarla.

- Rebelde: Parodia hecha en el 2006 de la telenovela mexicana Rebelde, con el personaje de Jimena, como la chica problemática, dura e independiente, Roberta, en la que sostiene un fugaz romance con los personajes de Sebastián de La Oz y Marcelo.

- Desparramando Amor: Parodia hecha a finales de la temporada del 2007, de Destilando amor, telenovela entre una jornalera de México y un rico hacendado. En la serie, el romance es entre Jimena Sánchez y el Dr. Esteban Arévalo.

- Los Sánchez siempre lloran: Parodia hecha en el 2008, de la telenovela Los ricos también lloran. En la serie, se trata sobre los diversos problemas amorosos y familiares de la familia Sánchez. Se desata cuando ingresa Helena, consejera matrimonial que, pagada por Ricky Mendoza seduce a Lorenzo y más tarde, por su propio impulso, al Dr. Esteban. Continua cuando Jimena se entera de que su padre había querido tener primero un hijo varón y no una niña, y alcanza su punto culminante cuando ingresa la Dra. Malena Belucci a la Posta Santa Cecilia y termina enamorándose del Dr. Sánchez en un momento crítico para el matrimonio de este.

- La Familia García: Parodia de La Familia Ingalls, hecha a finales del 2005, con el gran futbolista Francisco García "Rambito", su esposa la Miss Mónica y su hijita Adrianita. En el cual, demuestran la unión y las vivencias de está familia comparándola con la de La Familia Ingalls.
- Pasión de gallinazos: Basado en Pasión de gavilanes.[11]

### Películas
- El Padrino: En los primeros años de la serie, este largometraje se parodia en las alucinaciones de los personajes (sobre todo del Dr. Humberto). El Padrino, como era de esperarse, era el Dr. Ricardo Mendoza, enemigo encarnizado del Dr. Humberto Sánchez por herencia familiar (sus antepasados se habían odiado desde la época de la conquista española, como se menciona en el episodio especial de los 800 episodios de la serie en el año 2007). Incluso el propio Dr. Mendoza y su hijo Ricky se identifican más adelante con ese personaje, lo que se evidencia en el trato que sus subalternos les dan (sobre todo Pacho).

- Star Wars: Episodio III La Venganza de los Sith: Jerry y Marce mantienen una rivalidad de amor por Ángela, en un episodio se puede ver a ambos haciendo una parodia de Star Wars: Episodio III - La venganza de los Sith, la parodia se basa en la pelea de "Anakin Skywalker" y Obi-Wan Kenobi, peleando por el amor de Ángela (Pierina Carcelen)

- El Raro: En un episodio especial de Halloween, Wendy cuenta esta historia como parodia de la película El Aro de 2004.

- Marceman: Parodia a la película Superman Regresa, protagonizada por Marcelo.

## Producciones relacionadas
- Las locas aventuras de Jerry y Marce, es una serie secuela y spin-off, también dirigida por Efraín Aguilar, que continúa con la vida aventurera de Jerry (Michael Finseth) y Marcelo (Germán Loero). Esta producción consta de 20 episodios y se estrena el 5 de enero de 2009 a las 7 p. m. en América Televisión. Finaliza el viernes 30 de enero del mismo año.[12][13]

- Después de Las locas aventuras de Jerry y Marce, los personajes de Jerry y Marce aparecen en al menos una temporada en El Santo Convento. Solo el personaje de Marcelo continúa en la serie secuela de comedia: La santa sazón.

- En el 2021, los personajes de Jerry y Marce, aparecen en la cuarta temporada de la serie televisiva De vuelta al barrio.

## Retransmisión
- La serie se retransmitió por el mismo canal desde el 26 de diciembre de 2011, en reemplazo de Lima Limón y marcando la programación de temporada de verano. Se transmitió de lunes a viernes de 12:30 a 2:00 p. m., luego, de 5:00 a 6:00 p. m., pero dejan de programarlo. Sin embargo, el 8 de diciembre de 2016 la serie volvió a ser retransmitida en el horario de las 10:30 a. m., pero luego es sacada del aire.

- Desde el 10 de septiembre de 2018, la serie es retransmitida por América Next (Canal 13). Se transmite de lunes a viernes de 7:00 a 8:00 p. m., luego del 1 de abril de 2019 cambia de horario de 11:00 a. m. a 12:00 p. m., y después el 2 de diciembre de 2019 el canal se cambia de nombre llamándose Global con la serie en el horario de 10:00 a. m. a 12:00 p. m., transmitiendo por dos horas y por último, deja de programarse la serie hasta el 6 de marzo de 2020, quedando en los primeros episodios de la tercera temporada.

- La serie llegó a Latinoamérica a través del Streaming por Pluto TV en mediados de 2021 y para el 2024 llegará muy pronto en Prime Video.